# Republike i pokrajine SFR Jugoslavije
SFR Jugoslavija bila je složena država, tojest politička unija sastavljena od šest republika koje su ustavno definirane kao nacionalne države njenih konstitutivnih naroda: Crnogoraca, Hrvata, Makedonaca, Muslimana (od 1971.), Slovenaca i Srba. Srbija je, pak, sadržavala dva posebna entiteta – autonomne pokrajine Kosovo i Vojvodinu, koje su Ustavom iz 1974. godine stekle većinu ovlasti koje su pripadale republikama. Otada se za republike i pokrajine koristio zajednički naziv savezne jedinice.

## Povijest

### Ustroj nove Jugoslavije
Temelj za proglašenje jugoslavenskih republika bilo je Drugo zasjedanje AVNOJ-a održano u Jajcu 29. i 30. studenog 1943. godine. Jedan od zaključaka tada je bio budući federativni ustroj jugoslavenske države u svrhu očuvanja »pune ravnopravnosti« svakog od tada pet konstitutivnih naroda (Srbi, Hrvati, Slovenci, Makedonci, Crnogorci) u ukupno šest država (Srbija, Hrvatska, Slovenija, Makedonija, Crna Gora te Bosna i Hercegovina. Kosovo je tom prilikom priznato kao zasebna pokrajina buduće federacije. Granice država raspravljane su i odlučivane prema uputstvima AVNOJ-a kroz 1945. godinu, s glavnom mišlju da prate etnički sastav stanovništva, izuzevši kada se to »sukobljavalo s načelima višeg reda«, poput osnivanja države Bosne i Hercegovine prema granicama koje su joj priznate Berlinskim kongresom iz 1878. godine. Ipak, ponegdje su granice određivane i prema prometnim te gospodarskim čimbenicima.
Dana 29. studenog 1945. na prvoj zajedničkoj sjednici Ustavotvorne skupštine proglašena je Federativna Narodna Republika Jugoslavija, a prvi Ustav FNRJ donesen je 31. siječnja 1946., također na zajedničkoj sjednici. Prvom glavom ustava definirana je tako FNRJ kao »savezna narodna država republikanskog oblika, zajednica ravnopravnih naroda«, a njene članice sukladno tomu kao republike, i to: Narodna Republika Srbija, Narodna Republika Hrvatska, Narodna Republika Slovenija, Narodna Republika Bosna i Hercegovina, Narodna Republika Makedonija te Narodna Republika Crna Gora. U sklopu NR Srbije osnovane su ujedno Autonomna kosovsko-metohijska oblast (AKMO) te Autonomna pokrajina (AP) Vojvodina, kojoj je pripala većina Srijema, a koji je prethodno u cijelosti bio pod upravom NDH. Republike su u narednom desetljeću u nekoliko navrata izmijenile granice, poput razmjene Sutorine između BiH i Crne Gore, naknadih izmjena granice Hrvatske i Vojvodine te definiranja granica Slovenije i Hrvatske koje nisu imale povijesnog presedana, što je finalizirano 1956. godine.

### Kasnije ustavne izmjene
Donošenjem novog Ustava 7. travnja 1963. godine, federacija je dobila ime »Socijalistička Federativna Republika Jugoslavija«, a njene su sastavnice u skladu s tim preimenovane u »Socijalističke Republike«, dok je AKMO postala Autonomna pokrajina Kosovo i Metohija. Obje su autonomne pokrajine dotad imale jednaka prava, s razlikama poput broja zastupnika u budućem Vijeću naroda i Ustavnog suda koji je imala samo Vojvodina, a novim ustavom usklađeno im je nazivlje. Amandmani na taj ustav, doneseni 18. travnja 1967. i 26. prosinca 1968., donijeli su znatno veće ovlasti pojedinačnim republikama, a pokrajinama su podarena veća »suverena prava« te federativni status suštinski jednak statusu republika, iako su one ostale sastavnim dijelovima SR Srbije. Njihovo je nazivlje također prilagođeno u »Socijalističke Autonomne Pokrajine« (SAP).
Ustav od 21. veljače 1974. dodatno je osnažio SAP-ove, što je za posljedicu imalo negodovanje o statusu SR Srbije u Federaciji, budući da »uža Srbija« (bez SAP-ova) nije imala vlastita prava i institucije, već su na njih djelovale pokrajine, a one su pak zasebno imale vlastita. Jogurt revolucija u Vojvodini, prosvjedi kosovskih Albanaca i pogotovo težnje k jačanju političkog položaja SR Srbije pod upravom Slobodana Miloševića doveli su u konačnici do ukidanja autonomije pokrajina 1988. i 1989. godine uslijed tzv. Antibirokratske revolucije.
Uvođenjem višestranačja 1990. godine republike svojim ustavima iz imena izbacuju pridjev »socijalistička«. U Srbiji se uvode nazivi AP Vojvodina te AP Kosovo i Metohija, a albanski pokrajinski zastupnici sredinom godine počinju zahtijevati da se iz Republike Srbije izdvoji nova jugoslavenska Republika Kosovo – koju jednostrano proglašuju 7. rujna iste godine u Kačaniku. Godine 1991. dolazi do raspada SFRJ, kada većina saveznih jedinica napušta Federaciju pozivajući se na njen Ustav i pravo otcijepljenja. U Saveznoj Republici Jugoslaviji nazivi iz 1990. zadržani su do 2006. kada je i posljednja od sastavnica – Crna Gora – stekla nezavisnost.

## Popis saveznih jedinica
| Ime | Glavni grad                   | Zastava | Grb | Položaj |
| --- | ----------------------------- | ------- | --- | ------- |
| Socijalistička Republika Bosna i Hercegovina                                                                               | Sarajevo                      |         |     |         |
| Socijalistička Republika Crna Gora                                                                                         | Titograd                      |         |     |         |
| Socijalistička Republika Hrvatska                                                                                          | Zagreb                        |         |     |         |
| Socijalistička Republika Makedonija                                                                                        | Skoplje                       |         |     |         |
| Socijalistička Republika Slovenija                                                                                         | Ljubljana                     |         |     |         |
| Socijalistička Republika Srbija - Socijalistička Autonomna Pokrajina Kosovo - Socijalistička Autonomna Pokrajina Vojvodina | Beograd - Priština - Novi Sad |         |     |         |